# 잉빌 이삭센
잉빌 란비크 이삭센(노르웨이어: Ingvild Landvik Isaksen, 1989년 2월 10일 ~ )은 노르웨이의 전직 여자 축구 선수로, 선수 시절 포지션은 미드필더였다.

## 클럽 경력
2006년에 콜보튼에 입단하면서 톱세리엔 무대에 데뷔했다. 2006 시즌에서는 콜보튼의 톱세리엔 우승에 기여했으며 2007 시즌에서는 콜보튼의 노르웨이 여자컵 우승에 기여했다. 2006년부터 2013년까지 콜보튼 소속으로 활동하던 동안에는 148경기에 출전하여 26골을 기록했다.
2014년에는 2013 톱세리엔 시즌에서 우승을 차지하여 UEFA 여자 챔피언스리그 참가 자격을 획득한 여자 축구 클럽인 스타베크로 이적했다. 2016년에는 안식 기간을 끝내고 스타베크에 복귀했고 2017년에는 이탈리아 세리에 A 펨미닐레에 새로 합류한 여자 축구 클럽인 유벤투스로 이적했다. 2019년 2월 21일에는 계속되는 부상, 5차례의 걸친 무릎 수술의 후유증으로 인해 은퇴를 표명했다.

## 국가대표 경력
2006년부터 2012년까지 노르웨이 여자 U-17, U-19, U-20, U-23 축구 국가대표팀 선수로 활동하면서 57경기에 출전하여 11골을 기록했다. 2009년 1월에 스페인 마르베야에서 열린 스웨덴과의 친선 경기에 처음 출전하면서 노르웨이 여자 축구 국가대표팀 선수로 데뷔했는데 노르웨이는 스웨덴에 1-5 패배를 기록했다.
3차례의 UEFA 유럽 여자 축구 선수권 대회(2009년, 2013년, 2017년)에 참가했으며 UEFA 여자 유로 2013에서 노르웨이의 준우승에 기여했다. 특히 독일과의 조별 예선 경기에서는 자신의 국가대표팀 첫 골을 기록하면서 노르웨이의 1-0 승리에 기여했다.

## 수상

### 클럽
콜보튼
- 톱세리엔 1회 우승 (2006)
- 노르웨이 여자컵 1회 우승 (2007)

유벤투스
- 세리에 A 펨미닐레 1회 우승 (2017-18)